# Nyingma
Nyingma er betegnelsen for den ældste og dermed første af de fire store buddhistiske skoler eller traditioner i Tibet.

## Klassifisering af buddhas lære i Nyingma-traditionen
Ofte opdeles læren i tre overordnede grupper eller fartøjer; hinayana, mahayana og vajrayana. Dertil fortages en yderligere opdeling, der mere præcist afspejler metoder og mål.

### De ni yanaer
Nyingmapas opdeler ofte den buddhistiske vej i ni såkaldte yanaer eller fartøjer på følgende måde:

## Årsagsbetingede yanaer
- (1) Shravakayana (Hinayana)
- (2) Pratyekabuddhayana (Hinayana)
- (3a)Bodhisattvayana (den trinvise Mahayana)
- (3b)Spontan Mahayana

## Tantra-skolerne ellerVajrayana
Tantra-skolerne fra Kriya til og med Anuyoga bliver ofte samlet betegnet som transformations-skolerne.

Ydre tantra
- (4) Kriya
- (5) Carya eller Ubhaya
- (6) Yogatantra

Indre tantra
- (7) Mahayoga
- (8) Anuyoga
- (9) Atiyoga/Dzogchen ("den store, naturlige fuldkommenhed")